# Apáti Bence
Apáti Bence (Budapest, 1981. január 8. –) Harangozó Gyula-díjas magyar balett-táncos, publicista, konzervatív közéleti személyiség. A Magyar Nemzet főmunkatársa.

## Életútja
Apja Apáti Miklós költő, író, anyja Lukácsy Katalin színésznő, előadóművész, ikertestvére Apáti Ádám (zenész).
Tanulmányait a Magyar Balettintézetben végezte Fodor Gyula, Seregi László, Koren Tamás, Keveházi Gábor és ifj. Nagy Zoltán tanítványaként, majd 1998-ban az Alicia Alonso Intézetben is képezte magát Madridban. 2000-ben szerzett diplomát a Magyar Táncművészeti Főiskolán. 2000-ben szerződött a Magyar Állami Operaházhoz. 2017-ig a Magyar Nemzeti Balett magántáncosa.
Televíziós szereplései (pl. Kismenők) által vált országosan ismertté. Rendszeres vendége az Echo TV Keménymag és a Hír TV Szabadfogás című műsorának, továbbá műsorvezetője a Főhős című politikai magazinnak. 
Publikált a 888.hu-n és Mandineren. 2018-tól a Magyar Idők napilap főmunkatársa volt, majd az újraindított Magyar Nemzet publicistája lett. Rendszeresen szokott publikálni a Figyelőben is. 2019-től a Budapesti Operettszínház balettigazgatója.
2022 novemberében bejelentette, hogy távozik a HírTV-től.

## Szerepei[5]
- Oberon, Zuboly (Szentivánéji álom)
- Orion, Kentaur (Sylvia)
- Rotbart, pas de trois (A hattyúk tava)
- magyar katona (Mayerling)
- férfi szóló (Contertante)
- Tybalt (Rómeó és Júlia)
- Spartacus (Spartacus)
- Diótörő herceg (A diótörő)
- Petruchio (A makrancos Kata)
- Rhett Butler (Elfújta a szél)
- A Nap (A Nap szerettei)
- Pas d'action (A bajadér)
- Banya (Hófehérke és a hét törpe)
- Iván (Karamazov testvérek)

## Filmográfia
- Markó Iván-Keveházi Gábor: Emberi himnusz (2007)[10]
- Kút (2016)

## Műsorai
- Kismenők (2016)
- A nagy duett (2017)
- Keménymag (2017–)
- Főhős (2018–)
- Szabadfogás (2018–2020)
- A Dal (2020)

## Díjak, elismerések
- 1997. A Magyar Táncszakiskolák pécsi országos balettversenye – 3. helyezett[1]
- 2001. Magyar Táncművészeti Főiskola háziversenye – 3. helyezett[4]
- 2013. "Az év legjobb férfi táncművésze" díj (A Magyar Táncművészek Szövetsége)[1]
- 2023. Harangozó Gyula-díj[11]

## Családja
2012-ben elvált, felbomlott házasságából születtek iker fiai (Miksa és Kadosa). Jelenlegi párja Földi Lea balett-táncos.